# Agenția pentru Drepturi Fundamentale a Uniunii Europene
Agenția pentru Drepturi Fundamentale a Uniunii Europene, cunoscută de obicei în limba engleză sub numele de European Union Agency for Fundamental Rights
FRA (FRA), este o agenție a Uniunii Europene cu sediul în Viena, inaugurată la 1 martie 2007. A fost înființată prin Regulamentul (CE) nr. 168/2007 din 15 februarie 2007.